# Heterochromis multidens
Genre
Espèce
Statut de conservation UICN

 LC  : Préoccupation mineure
Heterocromis multidens est une espèce de poissons appartenant à la famille des Cichlidae. C'est la seule espèce de son genre Heterocromis (monotypique).